# Aureliano Torres
Aureliano Torres, vollständiger Name Aureliano Torres Román, (* 16. Juni 1982 in Asunción, Paraguay) ist ein paraguayischer Fußballspieler.

## Karriere

### Verein
Torres begann seine Laufbahn im Jahr 2001 beim paraguayischen Club Irapuato. 2002 folgte eine Station beim japanischen Verein Kyōto Sanga. Im selben Jahr kehrte er nach Paraguay zurück und spielte bis Mitte 2003 bei Deportivo Recoleta. In der zweiten Jahreshälfte 2003 gehörte er dem Klub Sol de América an. 2004 bis Mitte 2005 war er beim Club Guaraní aktiv. Anschließend war in der Saison 2005/06 der spanische Klub Real Murcia sein Arbeitgeber. Bis Jahresende 2006 stand er erneut in Reihen des Club Guaraní. 2007 bis 2011 spielte er für den argentinischen Klub CA San Lorenzo.
In der Saison 2011/12 stand er in Reihen des mexikanischen Klubs Deportivo Toluca, lief dort in 27 Ligaspielen auf und erzielte zwei Treffer. Im Juli 2012 wechselte er nach Uruguay zum Peñarol. In der Spielzeit 2012/13, in der er mit der Mannschaft Uruguayischer Meister wurde, bestritt er 16 Partien (ein Tor) für die „Aurinegros“ und fünf Spiele (kein Tor) in der Copa Libertadores 2013. 2014 kam er in 41 Ligaspielen (drei Tore) beim paraguayischen Verein Sol de América zum Einsatz.

### Nationalmannschaft
Mit der Olympiaauswahl des paraguayischen Olympiakaders gewann er bei den Olympischen Sommerspielen 2004 in Athen die Silbermedaille. Für die A-Nationalmannschaft 2010 nahm er an den Turnieren 2004, 2007 und 2011 um die Copa América sowie an der Fußball-Weltmeisterschaft 2010 in Südafrika teil.

### Titel und Erfolge
- Silbermedaille bei den Olympischen Spielen 2004
- Argentinische Halbserienmeisterschaft: 2007 Clausura
- Uruguayischer Meister 2012/13